# Vágpart
Vágpart (1899-ig Podvázs, majd Szavcsina-Podvázs, szlovákul Podvažie) Poroszka településrésze, egykor önálló falu Szlovákiában, a Trencséni kerületben, az Illavai járásban.

## Fekvése
Illavától 2 km-re északnyugatra, a Vág jobb oldalán fekszik. Poroszka központjától kb. 1,5 km-re délre található.

## Története
1368-ban még „Zeukefalva” néven említik.
A 18. század végén Vályi András így ír róla:  „PODVASZJE. Két tót falu Trentsén Vármegyében, egygyiknek földes Ura Gr. Balassa Uraság, lakosai katolikusok, fekszik Kis Jeszenitzhez közel, mellynek filiája; másiknak pedig földes Urai több Urak, lakosai katolikusok, fekszik Pukhóhoz mintegy másfél mértföldnyire, határjaik Ilováéhoz hasonlók, külömbféle javaikhoz képest, első osztálybéliek.”
Fényes Elek 1851-ben kiadott geográfiai szótárában így ír a faluról: „Podvász, (Illava), tót falu, Trencsén vmegyében, az illavai uradalomban, 238 kath. lak.”
1910-ben a szomszédos Szavcsinával képezett egy községet. Ekkor Szavcsina-Podvázsnak 202, túlnyomórészt szlovák lakosa volt. A trianoni békéig Trencsén vármegye Puhói járásához tartozott.

## Külső hivatkozások
- Vágpart a térképen

## Lásd még
- Poroszka
- Szavcsina